# Frabosa Soprana
Frabosa Soprana (Frabosa Sovrana oder Frabosa dë Dzora auf Piemontesisch, Frabouza Soubrana auf Okzitanisch) ist eine Gemeinde in der italienischen Provinz Cuneo in der Region Piemont.

## Lage und Einwohner
Frabosa Soprana liegt 32 km östlich von der Provinzhauptstadt Cuneo entfernt. Das Gemeindegebiet umfasst eine Fläche von 48 km² und hat 746 Einwohner (Stand 31. Dezember 2023). Zur Gemeinde gehören auch die kleinen Dörfer und Weiler Bassi, Bossea, Botteri, Corsaglia, Fontane, Forneri, Lanza Serra, Mondagnola, San Martino, Seccata und Straluzzo.
Die Nachbargemeinden sind Frabosa Sottana, Magliano Alpi, Monastero di Vasco, Montaldo di Mondovì, Ormea und Roburent.

## Geschichte

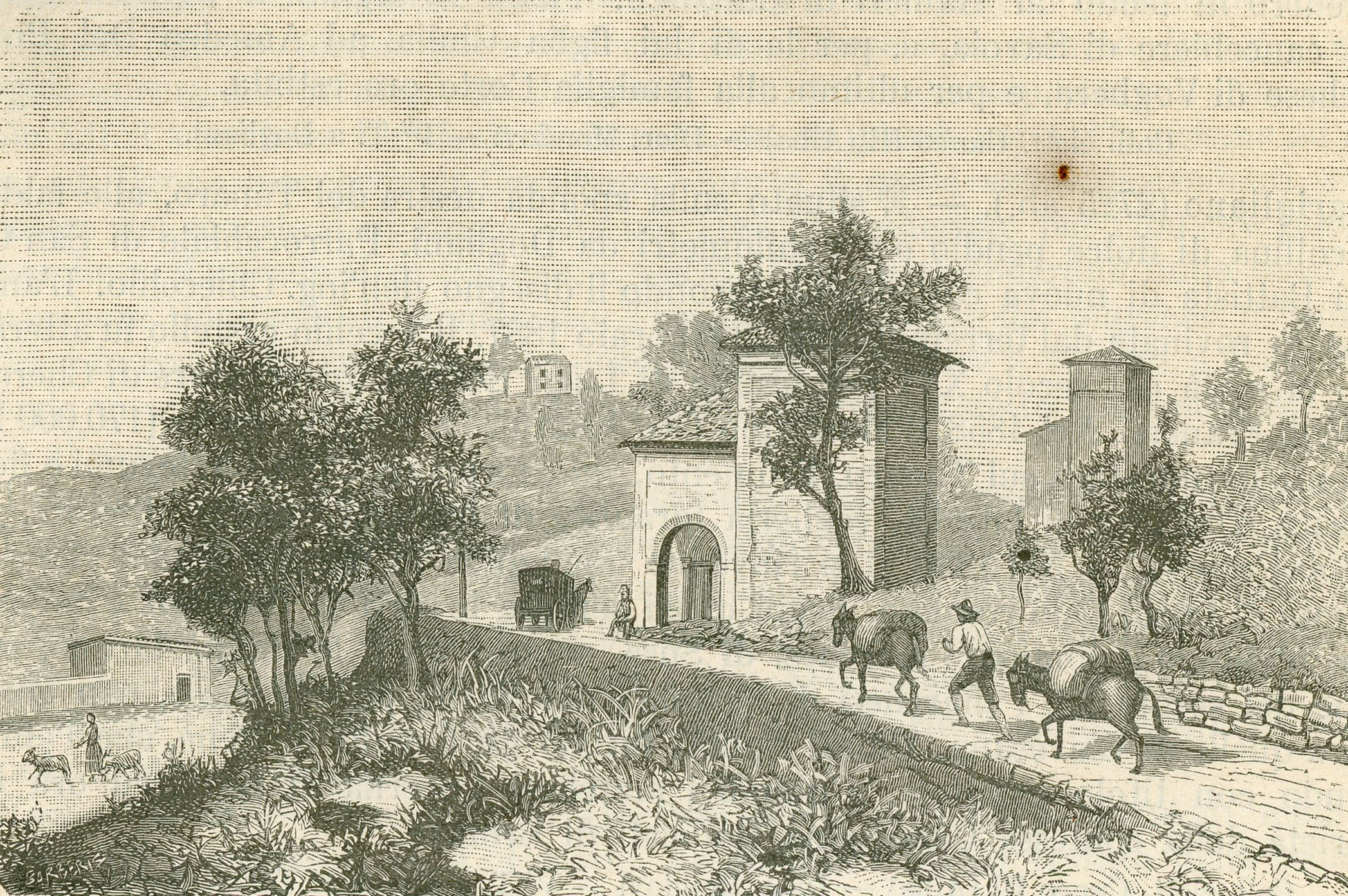
Kapelle San Carlo

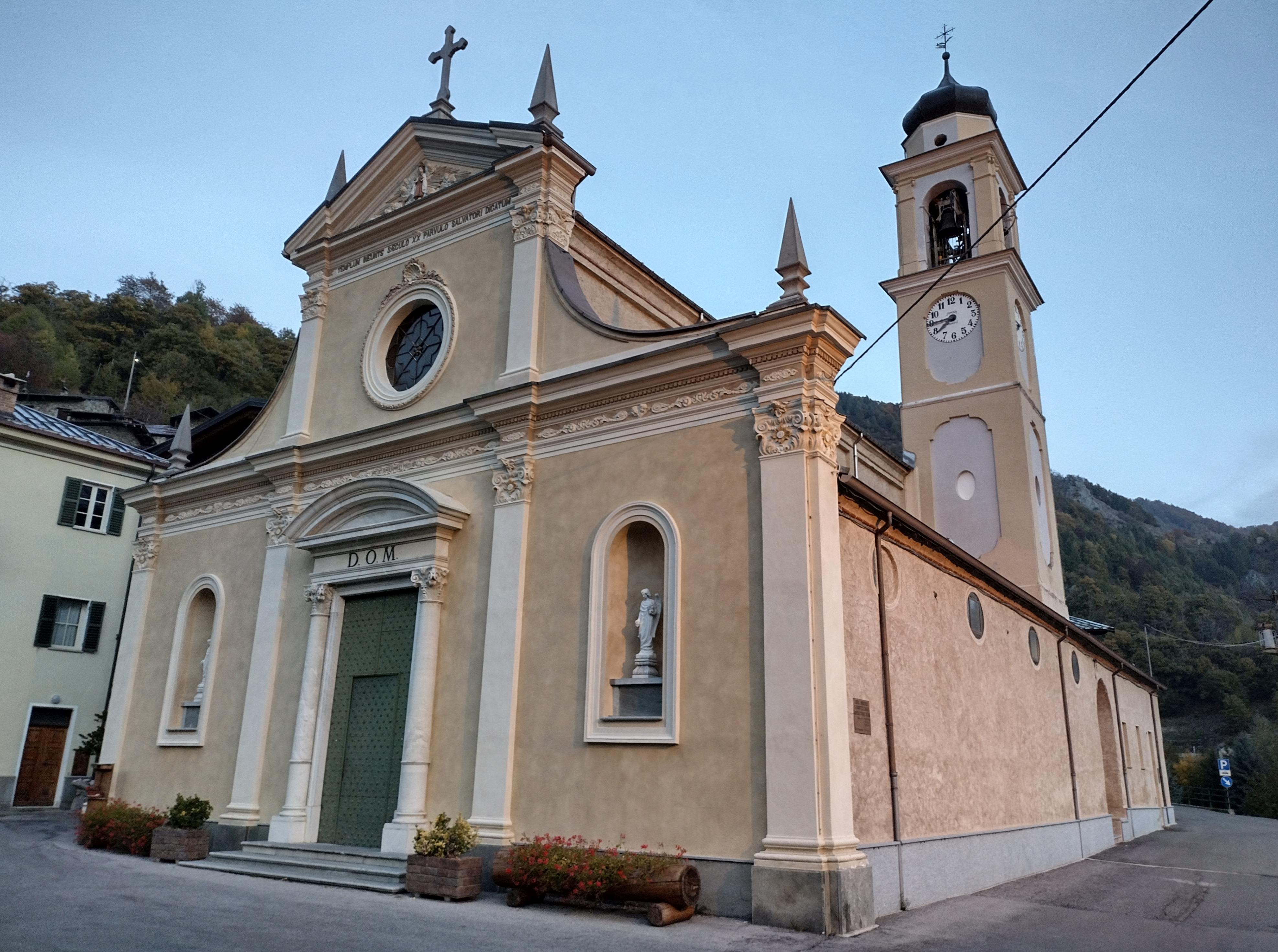
Kirche San Bartolomeo

In einem Dokument aus der ersten Hälfte des 12. Jahrhunderts wird das Dorf mit dem Namen „Ferraria“ erwähnt und bezieht sich auf die Eisengießereien, die die Gegend einst berühmt machten. Im 13. Jahrhundert hieß es „Freabulza“, „Freabusia“ und „Freabucia“, später wird es als „Freabocia“, „Fregabogia“, „Frabotia“ und „Frabusia“ bezeugt. Der Ortsname wird auf das lateinische FABER, „Schmied“, zurückgeführt, mit der Ergänzung des Suffixes -OSUS, oder FRECA BAUGIA, Plural von FRECUM (entsprechend AGER INCULTUS ET EREMUS), „unkultiviertes und abgelegenes Feld“, und BAUGIUM (entsprechend nach SILVA CAEDUA), „Niederwald“. Abwechselnd mit FRECA verwenden wir auch FRETA, von FRACTA, FRANGERE, „schneiden“. Der Name kann daher auf „unbewirtschaftete und abgelegene Felder, verbunden mit zum Fällen geeigneten Wäldern“ oder auf „gehackte Niederwälder“ hinweisen.
Die Angabe bezieht sich auf die Lage der Siedlung, weiter entfernt von Frabosa Sottana. Die ersten Siedlungen fanden etwa im 3.–4. Jahrhundert n. Chr. statt. Im 13. Jahrhundert wurde es Teil des Bezirks der freien Gemeinde Mondovì; Fast fünf Jahrhunderte lang war seine Geschichte eng mit letzterem verbunden, bis es sich 1596 in zwei Teile teilte und die Gemeinschaft von Frabosa Soprana und Frabosa Sottana entstand, die durch zwei unterschiedliche ethnische Gruppen gekennzeichnet war. Die erste mit einer mehrheitlich Kyé-sprechenden Bevölkerung der zweite piemontesischen Ursprungs. Im Jahr 1601 ging es an die Familie Savoyen über.
Aus historisch-architektonischer Sicht sind Folgendes interessant. die Pfarrkirche, die San Giovanni Battista geweiht ist; die kleine Kirche San Carlo, erbaut am Rande eines steilen Tals; die Bruderschaftskirche der Heiligen Peter und Paul mit elliptischer Struktur; die 1717 erbaute Die Kapelle Mariä Heimsuchung, die Pfarrkirche San Bartolomeo und die Pfarrkirche Santa Maria della Neve mit einem Längsplan auf drei Schiffen.
Nach dem Zweiten Weltkrieg begann der Wintertourismus. Die ersten Skianlagen im Ort stammen aus dem Jahr 1948. In den 1950er Jahren kam es zu einem echten Touristenboom. Der Bau des Sessellifts Monte Moro mit 850 Höhenmeter, war damals der längste Skilift in Europa. Heute hat es zusammen mit den anderen Orten des Skigebiets Mondolè weist es 100 km Pisten und 30 moderne Ski- und Sessellifte auf. Im Dorf ist auch ein ethnografische Museum, das „Cesare Vinaj“, zu besichtigen.

## Geologie

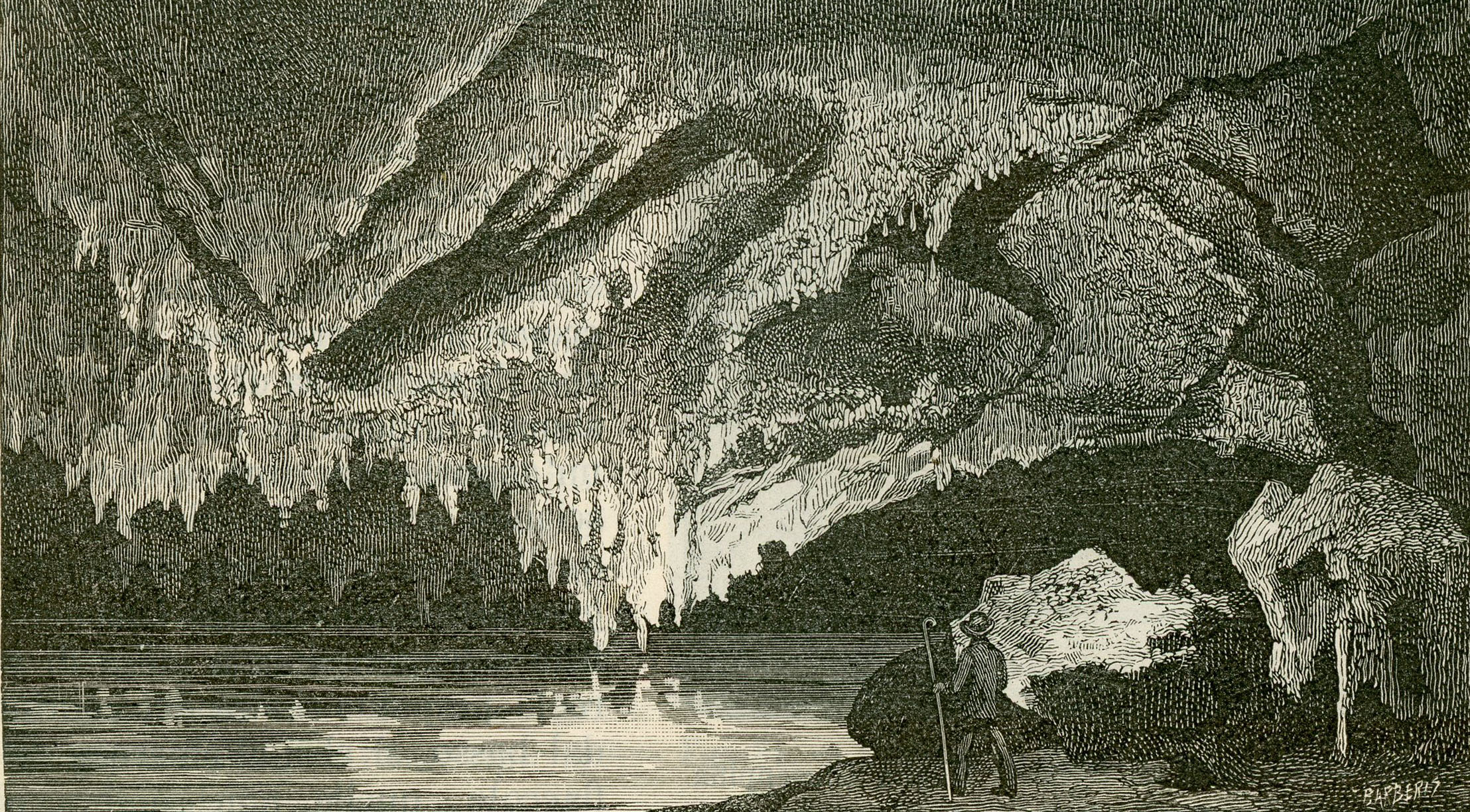
Die Höhlen von Bossea 1891

In der Nähe des Ortes befindet sich der Abbau eines sehr attraktiven Marmors. Er wird unter der Bezeichnung „Verzino Frabosa“ gehandelt. Den elfenbeinfarbenen Fond durchziehen grüne und dunkelgraue netzartige Adern, die nur unscharfe Konturen besitzen. Dieser Naturstein ist sehr dicht, sein Wasserabsorptionswert beträgt 0,09 %.
Die Bossea-Höhle (Grotta di Bossea) erstreckt sich im Untergrund des Valle Corsaglia, auf dem Gebiet des Weiler Bossea, und zählt zu den schönsten und bedeutendsten Höhlen Italiens. Sie ist ein Schutzgebiet, das vom Parco naturale del Marguareis verwaltet wird. 1874 war sie die erste Höhle in Italien die für den Tourismus geöffnet wurde. 1948 die Höhle noch besser zugänglich gemacht und mit elektrischem Licht ausgestattet. In der Sala dell’Orso ist eine Skelettrekonstruktion von einem Höhlenbär für die Öffentlichkeit sichtbar. Die Höhle beherbergt auch ein wichtiges unterirdisches Labor zur Untersuchung hydrogeologischer Phänomene.

## Persönlichkeiten
- Eugenio Bonicco (1919–1987), Skirennläufer, Teilnehmer an der Olympiade 1948
- Sebastiano Dho (1935–2021), römisch-katholischer Geistlicher, Bischof von Alba